# Mula (Gerichtsbezirk)
Der Gerichtsbezirk Mula ist einer der elf Gerichtsbezirke in der autonomen Gemeinschaft Murcia.
Der Bezirk umfasst 5 Gemeinden auf einer Fläche von 809,97 km² mit dem Hauptquartier in Mula.

## Gemeinden
| Gemeinde            | Einwohner (2024) | Fläche km² | Dichte Einw./km² | Cod INE | Postleitzahl |
| ------------------- | ---------------- | ---------- | ---------------- | ------- | ------------ |
| Albudeite           | 1.400            | 17,02      | 82               | 30004   | 30190        |
| Bullas              | 11.793           | 82,17      | 144              | 30012   | 30180        |
| Campos del Río      | 2.151            | 47,29      | 45               | 30014   | 30191        |
| Mula                | 17.585           | 634,06     | 28               | 30029   | 30170        |
| Pliego              | 3.964            | 29,43      | 135              | 30032   | 30176        |
| Gerichtsbezirk Mula | 36.893           | 809,97     | 46               | –       | –            |